# Erik Nordgren
Herman Erik Nordgren (Sireköpinge, 13 februari 1913 – Västerhaninge, 6 maart 1992) was een Zweeds componist van filmmuziek.
Erik Nordgren studeerde compositie en dirigeren aan het koninklijk conservatorium in Stockholm. Tussen 1957 en 1967 was hij muziekchef bij de Zweedse filmmaatschappij SF. Van 1967 tot 1976 leidde hij het Zweedse radio-orkest. Hij componeerde de muziek bij verschillende films van Ingmar Bergman en Jan Troell.

## Filmografie (selectie)
- 1947: Vrouw zonder gezicht
- 1949: Dorst
- 1951: Zomerintermezzo
- 1952: Geheimen van vrouwen
- 1953: Zomer met Monika
- 1955: Glimlach van een zomernacht
- 1957: Het zevende zegel
- 1957: Wilde aardbeien
- 1958: Façade
- 1959: De maagdenbron
- 1960: Het oog van de duivel
- 1961: Als in een donkere spiegel
- 1964: Wat betreft de vrouwen
- 1967: Ieme miene mutte
- 1971: De emigranten
- 1971: Het nieuwe land